# Cyclobacteriaceae
Die Cyclobacteriaceae sind eine Familie von Gram-negativen Bakterien. Die Typusgattung ist  Cyclobacterium Raj and Maloy 1990. Der Name ist abgeleitet von dem griechischen Wort kyklos („Kreis“) und bezieht sich auf das Erscheinungsbild dieser Bakterien, die Zellen einiger Arten sind hufeisen- oder ringförmig. Die meisten Arten stammen aus dem Meerwasser, marinen Sedimenten, Meeresalgen oder verschiedenen Meerestieren, so wurde Echinicola pacifica  von einer Seeigelart, Strongylocentrotus intermedius, isoliert.

## Erscheinungsbild
Der Gram-Test fällt negativ aus. Es handelt sich um stäbchenförmige Zellen, einige Arten bilden auch hufeisenförmige oder ringartige Zellen. Die Größe beträgt 0,7 × 0,3 - 10 µm. Sie bilden keine Flagellen und sind in der Regel nicht motil, einige können sich aber gleitend fortbewegen. Dazu zählen z. B. Arten von Echinicola. Sie sind aerob, der Stoffwechsel ist meist die Atmung, einige Arten nutzen die Fermentation. Die Kolonien sind rosa, rot oder orange gefärbt. Der Oxidase-Test und der Katalase-Test ist positiv.

## Stoffwechsel
Die Bakterien sind chemoorganotroph. Der Stoffwechseltyp ist in der Regel die Atmung. Einige, wie Aquiflexum und Belliella können Nitrat zu Nitrit reduzieren. Die aus Brackwasser isolierte Art Echinicola pacifica fermentiert D-Glucose.  Im Gegensatz zu vielen anderen verwandten Arten innerhalb der Ordnung Cytophagales wird der Farbstoff Flexirubin nicht gebildet.

## Systematik
Die Familie Cyclobacteriaceae wurde im Jahr 2012 erstellt und wird zu der Ordnung Cytophagales gestellt. Diese zählt zu der im Jahr 2012 aufgestellten Klasse Cytophagia. Davor wurde diese Klasse als Flavobacteria geführt.
Es folgt eine Liste einiger Gattungen:
- Algoriphagus Bowman et al. 2003
- Aquiflexum Brettar et al. 2004
- Belliella Brettar et al. 2004
- Cecembia Anil Kumar et al. 2012
- Cyclobacterium Raj and Maloy 1990
- Echinicola Nedashkovskaya et al. 2006
- Fontibacter Kämpfer et al. 2010
- Indibacter Anil Kumar et al. 2010
- Lunatimonas Srinivas et al. 2015
- Mongoliicoccus Liu et al. 2012
- Mongoliitalea Yang et al. 2012
- Nitritalea Anil Kumar et al. 2010
- Shivajiella Anil Kumar et al. 2013

Im Jahr 2020 wurde die ebenfalls zur Familie gestellte Gattung Arthrospiribacter beschrieben. Diese Gattung ist allerdings noch nicht vollständig anerkannt (Stand Oktober 2021).

## Web
- Google Books